# تشارلز شارب (لاعب كريكت)
تشارلز شارب (بالإنجليزية: Charles Sharp)‏ (6 سبتمبر 1848 في المملكة المتحدة - 23 سبتمبر 1903) هو لاعب كريكت بريطاني (وحمل سابقاً جنسية المملكة المتحدة لبريطانيا العظمى وأيرلندا). لعب مع نادي مقاطعة ساسكس للكركيت ‏.

## وصلات خارجية
- تشارلز شارب (لاعب كريكت) على موقع إي آس بي آن كريك إنفو (الإنجليزية)